# Ци спиш, ци чуєш, пан господарю
Ци спиш, ци чуєш, пан господарю — українська колядка історико-військового змісту. Містить слова про будівництво традиційного для української старовинної архітектури тридільного дерев'яного храму (найімовірніше, тризубоподібного).

## Текст
— Ци спиш, ци чуєш, пан господарю,
Пан господарю на ім'я Йванку?
Ой як же ти спиш, Біг із тобою.
А як ти не спиш, підняй головку,
Побуди собі всю челядоньку.
Вияви ж личко на оконічко,
А з оконічка на подвір'ячко.
Твоє подвір'я орда забрала,
Орда забрала, татаре взяли,
Татаре взяли, в полон займили,
Ой займили ж вни а у свою землю.
Ой ісхопився, перехрестився
Та крикнув же він на свої слуги:
 — Служеньки мої найвірнійшії!
Єдні виведіть коня перського,
Другі винесіть меча острого.
Най я поїду, орду догоню,
Моє подвір'я назад оберну,
Назад оберну, краще збудую.
Як орду догонив, та й ї розгонив,
Своє подвір'я назад обернув,
Побудував го краще як було.
Побудував го а в три сторони,
А в три сторони, а в три перії.
А на четвертій церков збудовав,
Церков збудовав з трьома вершечки,
З трьома вершечки, з двома оконці.
Єдним оконцем сонінько сходить,
Другим оконцем місяць заходить,
Райськими дверми господар ходить.